# Табула раса (міжнародне право)
Tabula rasa, вимовляється, а часом і пишеться українською табу́ла р́аса (лат. tabula rasa — «вискоблена (чиста) дошка») — у міжнародному праві концепція, згідно з якою нова держава будує свої правовідносини з «чистого аркуша», на свій розсуд. Прикладом обмеженого застосування цієї концепції у сучасному міжнародному праві є інститут правонаступництва. Так, у Віденській конвенції про правонаступництво держав стосовно договорів 1978 зазначається, що нова незалежна держава не зобов'язана зберігати в силі будь-який договір або ставати його учасником лише тому, що на момент правонаступництва цей договір був чинним щодо території, яка є об'єктом правонаступництва (стаття 16). Водночас Конвенція дає можливість новим незалежним державам брати участь у багатосторонніх договорах, значна кількість яких є джерелом норм загального міжнародного права. Певною мірою концепцію табула раса використано й у Віденській конвенції про правонаступництво держав щодо державної власності, державних архівів і державних боргів 1983. Одне з положень цієї Конвенції передбачає: якщо правонаступником є нова незалежна держава, ніякий державний борг держави-попередниці не переходить до неї, за винятком випадків, коли нова незалежна держава дасть на це згоду шляхом укладання угоди (стаття 38).
Застосування табула раса може бути тільки обмеженим і тільки у певних ситуаціях. Згідно з Конвенцією 1978 нова держава-правонаступниця має виконувати обов'язки, котрі, якщо містяться навіть у невизнаних нею договорах, однак мають силу для неї на основі міжнародного права (стаття 5). Йдеться насамперед про імперативні норми міжнародного права, інші загальновизнані норми, які лежать в основі життєдіяльності сучасного міжнародного співробітництва.